# Szilágy

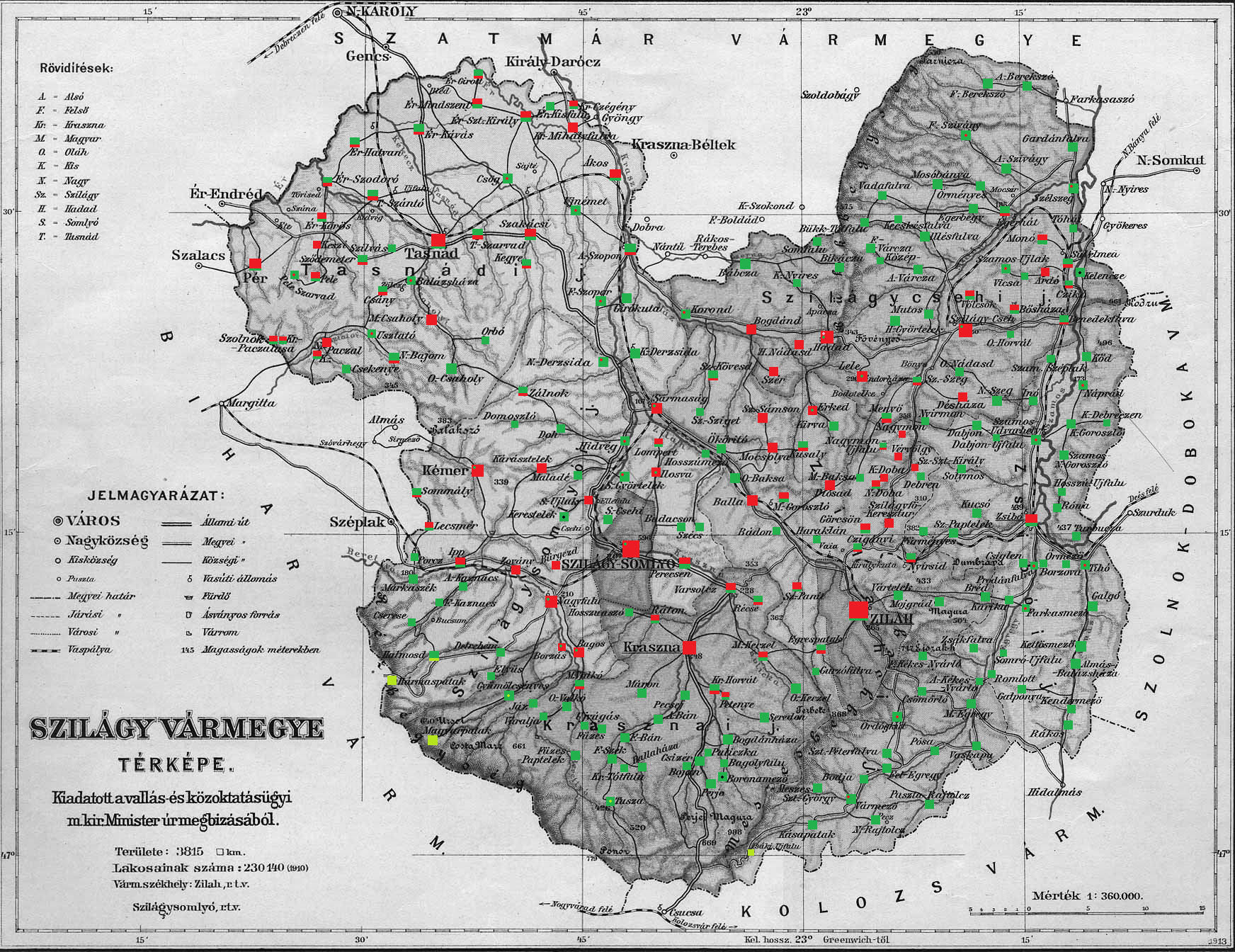
Etnische kaart 1910 (groen= Roemeens, rood=Hongaars)

Szilágy was een comitaat in het koninkrijk Hongarije. Het grondgebied valt grotendeels samen met het huidige Roemeense district Sălaj in Transsylvanië. De hoofdstad was Zilah (hedendaags Zalău).
De Hongaarse familienaam Szilágyi verwijst naar dit comitaat.

## Geografie
Szilágy grensde aan de andere Hongaarse comitaten Bihar, Szatmár, Szolnok-Doboka en Kolozs. De rivieren de Someş/Szamos en de Crasna/Kraszna stromen door het gebied. De oppervlakte bedroeg rond 1910 zo'n 3815 km².

## Geschiedenis
Szilágy ontstond in 1876, bij de fusie van de comitaten Kraszna en Közép-Szolnok.
Na de val van Oostenrijk-Hongarije in 1918 werd het gebied ingelijfd door Roemenië. Dit werd in 1920 bevestigd door het Verdrag van Trianon. Het valt nu grotendeels samen met het huidige Roemeense district Sălaj maar enkele delen van het noordwesten liggen in het district Satu Mare en van het noordoosten in Maramureş.

## Bevolking
In 1910 had het comitaat 230.140 inwoners. De bevolkingsverdeling volgens moedertaal was:
- Roemeens = 136.087 (59%)
- Hongaars = 87.312 (38%)
- Slowaaks = 3.727 (1,6%)

Nu nog steeds leeft er in de streek een Hongaarse minderheid van 23%.

## Onderverdeling
In het begin van de 20e eeuw werd het comitaat Szilágy opgedeeld in:
| Districten (járás)                        | Districten (járás)               |
| District                                  | Hoofdstad                        |
| ----------------------------------------- | -------------------------------- |
| Kraszna                                   | Kraszna (Crasna)                 |
| Szilágycseh                               | Szilágycseh (Cehu Silvaniei)     |
| Szilágysomlyó                             | Szilágysomlyó (Şimleu Silvaniei) |
| Tasnád                                    | Tasnád (Tăşnad)                  |
| Zilah                                     | Zilah (Zalău)                    |
| Zsibó                                     | Zsibó (Jibou)                    |
| Stadsdistricten (rendezett tanácsú város) |                                  |
| Szilágysomlyó (Şimleu Silvaniei)          |                                  |
| Zilah (Zalău)                             |                                  |